# Ralph Hammonds

Zawodnik Texas Longhorns

Ralph Waldo Hammonds (ur. 9 lipca 1906 w Lawton w Oklahomie, zm. 5 maja 1966 w Houston) – amerykański zapaśnik walczący w stylu wolnym. Olimpijczyk z Amsterdamu 1928, gdzie zajął czwarte miejsce w wadze średniej.
Zawodnik Stillwater High School z Stillwater i University of Texas. All-American w NCAA Division I w 1928 roku, gdzie zajął drugie miejsce.
Mistrz Amateur Athletic Union w 1925, 1926 i 1928 roku.

## Letnie Igrzyska Olimpijskie 1928
| Konkurencja      | Rundy eliminacyjne           | Rundy eliminacyjne    | Rundy eliminacyjne   | Rundy eliminacyjne      | Klas. końcowa |
| Konkurencja      | Ćwierćfinał                  | Półfinał              | Finał                | Repasaże o 2 miejsce    | Miejsce       |
| ---------------- | ---------------------------- | --------------------- | -------------------- | ----------------------- | ------------- |
| 79 kg styl wolny | Louis Van Der Herten (BEL) Z | Vilho Pekkala (FIN) Z | Ernst Kyburz (SUI) P | Donald Stockton (CAN) P | 4.            |